# 青梅市民会館
青梅市民会館（おうめしみんかいかん）は東京都青梅市にかつて存在した公共施設。

## 概要
1966年（昭和41年）9月竣工、同年10月に開館。鉄筋コンクリート造地下1階・地上3階建ての建物にはコンサートや演劇に利用できる大ホール（固定席585、車椅子席10）のほか、複数の貸し会議室・和室・料理教室などを備えており、青梅駅周辺にある複数の公共施設の一つとして長らく市民に利用されてきた。青梅街道と、旧青梅街道の岐路に位置する。脇の路地を挟んだ所には青梅商工会議所がある。
しかし建物の老朽化および耐震性の問題に加えて、市民会館前を通る青梅街道が災害時の緊急輸送道路に指定されていることから早急な建替えあるいは耐震化が必要な状態であったため取り壊しを決定。2017年（平成29年）3月31日をもって施設貸出を中止し50年半の歴史に幕を下ろした(ただし、同年の青梅大祭の開催期間中は一時的に本部として使用)。
青梅市では駅周辺の公共施設について再編・集約化を進めることで維持管理費用の縮減や管理運営の効率化を図ることにしており、青梅市民会館の建物は解体され、跡地に新しい生涯学習施設として、青梅市文化交流センター（青梅市民センターを併設、愛称：ネッツたまぐーセンター）が2019年4月に開館した。

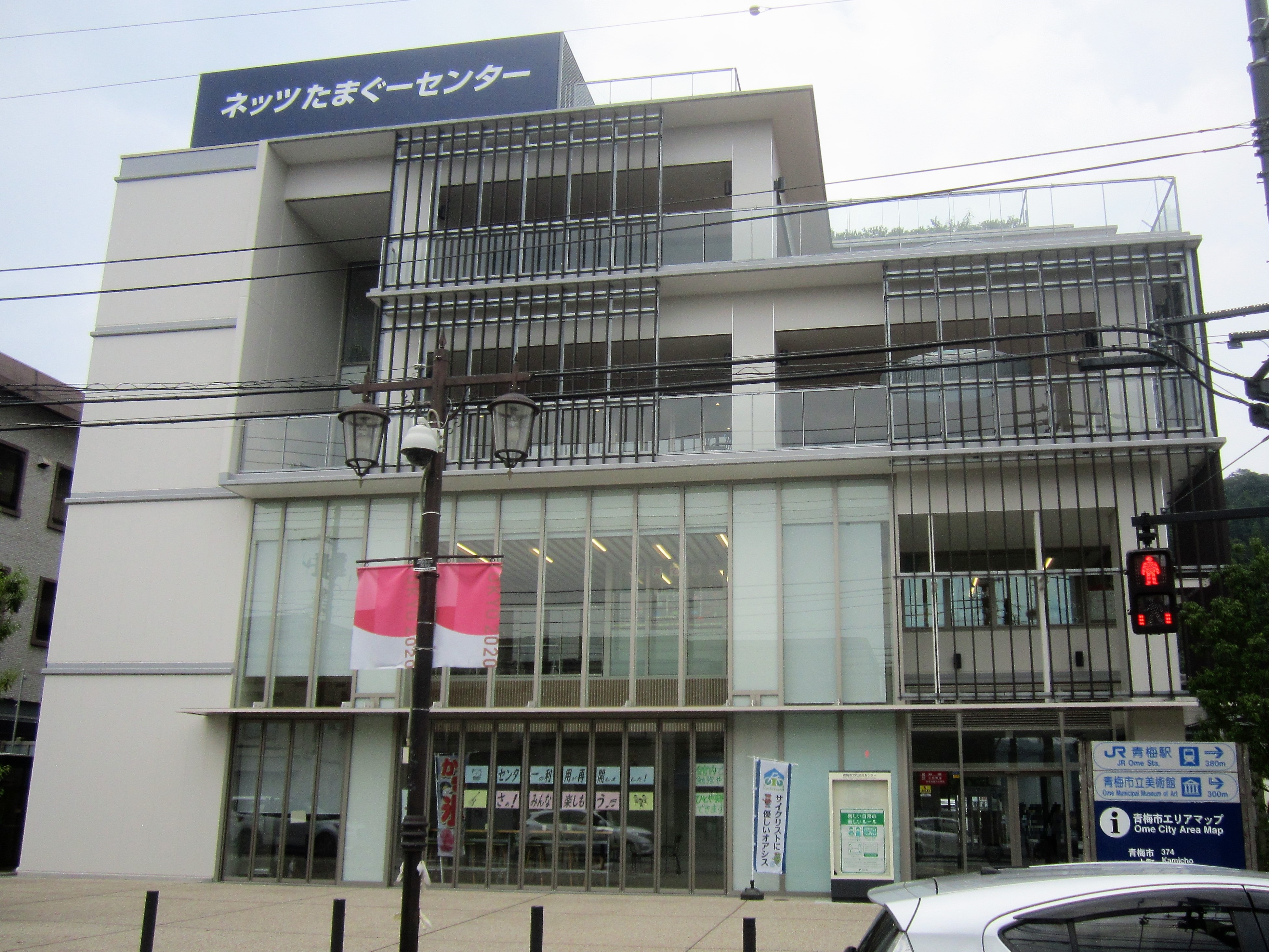
青梅市文化交流センター（旧青梅市民会館跡）

## 公演を行った主なアーティスト
- 夏川りみ（2008年9月10日）[6]
- 伊勢正三、山本潤子、尾崎亜美（2009年5月23日、「〜歌の贈り物〜」コンサートとして開催[7]）
- 篠原ともえ（2011年8月14日）[8]
- スマイレージ（2012年2月4日 - 2月5日）[9]
- イルカ（2013年7月20日）[10]
- TSUKEMEN（2014年2月8日）[11]
- 高嶋ちさ子（2015年12月19日）[12]
- 川井郁子（2016年12月25日）[13]
- 宇崎竜童（2017年2月25日）[14]